# Johann Engelhard Kahler

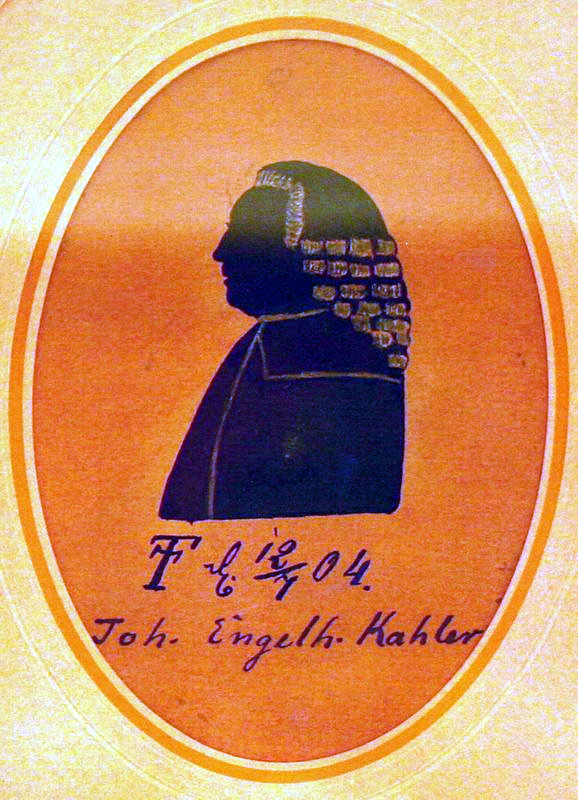
Johann Engelhard Kahler

Johann Engelhard Kahler (* 10. Oktober 1729 in Rinteln; † 12. Juli 1804 ebenda) war ein deutscher evangelischer Theologe.

## Leben
Johann Engelhard war der Sohn des Rintelner Theologieprofessors Wigand Kahler. Nach anfänglichem Privatunterricht bezog er 1746 die Universität Rinteln, um ein Studium der philosophischen und theologischen Wissenschaften zu absolvieren. Dieses hatte er 1752 abgeschlossen, wurde Kandidat des Predigtamtes und war ab Mai 1752 als Hauslehrer in Minden tätig. Am 12. Februar 1754 übernahm er die Stelle des Konrektors der Stadtschule in Rinteln. Er wurde am 17. Juni 1758 zweiter Prediger der Marktkirche St. Nikolai in Rinteln und stieg 1762 zum ersten Prediger daselbst auf. Am 3. September 1768 wurde er dritter Professor der Theologie an der Rintelner Ernestina, am 2. März 1773 promovierte er dort zum Doktor der Theologie und 1782 wurde er zweiter Professor der Theologie daselbst. Mit dieser Aufgabe verbunden wurde er zum geschäftsführenden Superintendenten der Grafschaft Schaumburg und zum Assessor des Konsistoriums ernannt. Nachdem Gottfried Schwarz gestorben war, übernahm Kahler hauptamtlich die Superintendentur, erhielt den Titel eines Inspektors sowie Konsistorialrates und wurde erster Professor der Theologie in Rinteln.

## Familie
Kahler verheiratete sich am 4. November 1761 mit Friederike Eleonore Reuter (* 12. November 1740 in Lübbecke; † 22. September 1807 in Rinteln), der Tochter des Pfarrers in Lübbecke Hilmar Anton Reuter (auch Rüter; * 16. Mai 1697 in Kleinenbremen; † 20. Oktober 1772 in Lübbecke) und dessen am 25. Juni 1730 in Lübbecke geheirateter Frau Charlotte Justina Lucia Wessel. Von den aus dieser Ehe stammenden Kindern kennt man:
- Johann Clamor Anton Kahler (* 1762 in Rinteln; † jung)
- Philipp Heinrich Christian Kahler (* 1763 in Rinteln; † jung)
- Dorothea Helene Kahler (* 1764 in Rinteln; † 21. August 1790 ebenda)
- Gerhardine Helene Kahler (* 26. November 1766 in Rinteln; † 17. Januar 1812 in Exten), verheiratet am 5. März 1801 in Rinteln mit dem Pfarrer in Exten Adolf Friedrich Rottmann (* 14. Mai 1768 in Exten; † 10. Juli 1831 in Exten)
- Caroline Friederike Kahler (* 3. Oktober 1768 in Rinteln; † 20. April 1827 in Exten)
- Johannes Ludwig Kahler (* 24. Dezember 1770 in Rinteln; † 29. Dezember 1823 in Fuhlen), 1801 Pfarrer in Hessisch Oldendorf, 1815 Pfarrer Fuhlen, verheiratet 1802 mit Henriette Schumacher (* Hessisch Oldendorf)
- Johann Friedrich Kahler (* 15. August 1773 in Rinteln; † 26. Januar 1858 in Fuhlen), 1795 Konrektor der Ratsschule Rinteln, 1799 Rektor ebenda; 1806 zweiter Prediger in Obernkirchen, 1824 Pfarrer in Fuhlen, später Metropolian und Senior des Ministeriums; verh. 10. Mai 1801 mit Dorothea Louise Schnitger (* Rinteln)
- Charlotte Friederike Wilhelmine Kahler (* 1775 in Rinteln; † jung)
- Gottfried Engelhard Kahler (* 8. November 1777 in Rinteln; † 25. Februar 1859 in Ebsdorf)
- Gottlieb Franz Wilhelm Kahler (* 24. Januar 1780 in Rinteln; † 24. Februar 1843 ebenda), Dr. med., a.o. Professor an der Universität Rinteln, 1823 Kreisphysikus in Rinteln; verh. 29. März 1811 mit Dorette Israel (* 30. Dezember 1792 in Rinteln; † 14. Oktober 1872 ebenda)

## Werke (Auswahl)
- Epistola gratulatoria, de prudentia scholastica, in qua Fratri suo mundus rectoris scholae senatoriae Rintel, gratulatus est. Rinteln 1750
- Diss. de baptismo a Christo non administato, Joh. IV. 2. Rinteln 1752
- Rede auf den Geburtstag des Landgrafen Wilhelm VIII. von Hessen. Minden 1753
- Tractatus de varia facie ecclesiae Pomeranicae cuius edendi occasionem natalis XXXIX. L. B. de Massov dedit. Rinteln 1754
- Die weise Regierung Landgraf Wilhelm des VIII. von Hessen besungen, an dessen 76sten Geburtsfeste. Rinteln 1757
- Brevis expositio verborum Matth. XI. 11. Clamori Wesselio dicata. Rinteln 1762
- Diss. inaug. de festis ecclesiae Evangelico - Lutheranae diebus, et quid de eorum abrogatione ac diminutione sentiendum sit. Sect. I. Rinteln 1773 (Präsens: Konrad Friedrich Ernst Bierling)
- Glückwunsch auf den 51sten Hochzeitstag des Universitäts Buchdrucker Johann Gottfried Enax. Rinteln 1774
- Progr. nonnulla quae faciunt ad felicem successum in explicandis diversis Evangelistarum historiis sistens. Rinteln 1778
- Spec. acad. ad verba Marci XIII. 32. illustr. Rinteln 1780 (Resp. Konrad Philipp Wilhelm Kahler)
- Einladungsschrift zu der jährlichen Prediger Synode, enthaltend eine Erklärung der Stelle Actor. XVIII. v. 24-28. Rinteln 1785
- Progr. de festis ecclesiae Evangelicae Lutheranae secundariis. Rinteln 1788
- Progr. de ecclesiae repraesentantis origine eiusque constitutione in succedentibus temporibus. Rinteln 1790
- Progr. Der Brief des Apostels Juda, mit Bestätigung des Inhalts und mit den nöthigsten Anmerkungen, zum Beyspiele seiner exegetischen Vorlesungen. Rinteln 1798

## Weblink
- Johann Engelhard Kahler in der Deutschen Digitalen Bibliothek

| Personendaten    | Personendaten            |
| ---------------- | ------------------------ |
| NAME             | Kahler, Johann Engelhard |
| KURZBESCHREIBUNG | lutherischer Theologe    |
| GEBURTSDATUM     | 10. Oktober 1729         |
| GEBURTSORT       | Rinteln                  |
| STERBEDATUM      | 12. Juli 1804            |
| STERBEORT        | Rinteln                  |